# Людмилівка (Кам'янський район)
Людми́лівка — село в Україні, у Божедарівській селищній громаді Кам'янського району Дніпропетровської області.
Орган місцевого самоврядування — Божедарівська селищна рада. Населення — 19 мешканців.

## Географія
Село Людмилівка знаходиться на відстані 0,5 км від села Скелюватка і за 1,5 км від села Потоки. Поруч проходить автомобільна дорога Т 0433.

## Населення

### Мова
Розподіл населення за рідною мовою за даними перепису 2001 року:
| Мова       | Відсоток |
| ---------- | -------- |
| українська | 78,9 %   |
| російська  | 15,8 %   |
| білоруська | 5,3 %    |